# Goalkeeper
Goalkeeper (pol. Bramkarz) – holenderski system CIWS, zapewniający obronę okrętom. Jego głównym zadaniem jest zwalczanie nisko lecących pocisków przeciwokrętowych oraz samolotów. System składa się z szybkostrzelnego działka General Electric GAU-8/A Avenger i bezobsługowego radaru Signaal zblokowanego na jednej podstawie. Radar automatycznie wykrywa cele, klasyfikuje je, namierza oraz dokonuje wyboru celu do zniszczenia w zależności od stopnia stwarzanego zagrożenia.
Na 2008 rok na świecie było 76 systemów na 58 okrętach 9 państw (Belgia, Chile, Grecja, Korea Południowa, Holandia, Portugalia, Katar, Zjednoczone Emiraty Arabskie, Wielka Brytania).